# Steironepion moniliferum
Steironepion moniliferum är en snäckart som först beskrevs av G. B. Sowerby I 1844.  Steironepion moniliferum ingår i släktet Steironepion och familjen Columbellidae. Inga underarter finns listade i Catalogue of Life.